# カール・プロハスカ

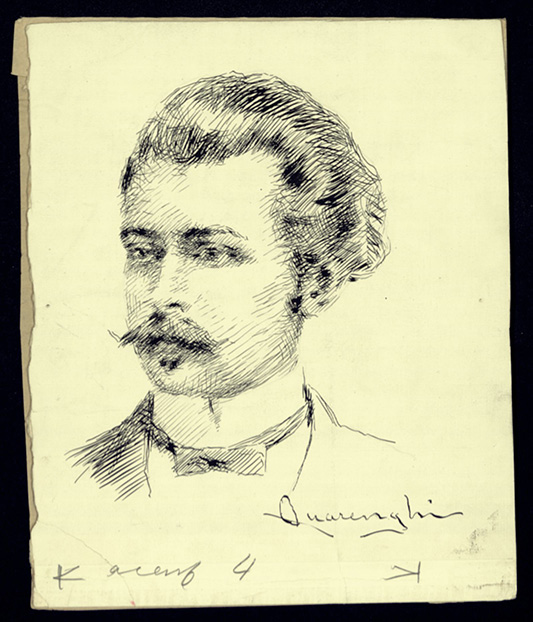
肖像

カール・プロハスカ（Carl [Karl ] Prohaska, *1869年4月25日 ニーダーエスターライヒ州メートリング – †1927年5月27日 ウィーン）はオーストリアの作曲家・音楽教育者・指揮者。息子フェリックスも指揮者である。

## 略歴
ピアノをオイゲン・ダルベールに、作曲をオイゼビウス・マンディチェフスキとハインリヒ・フォン・ヘルツォーゲンベルクに師事し、ヨハネス・ブラームスと親交を結ぶ。
1894年から1895年までシュトラウスブルク音楽院の教壇に立ち、1901年から1905年までワルシャワ・フィルハーモニー管弦楽団を指揮した。1908年にはウィーン・フィルハーモニー楽友協会音楽院の教授となった。

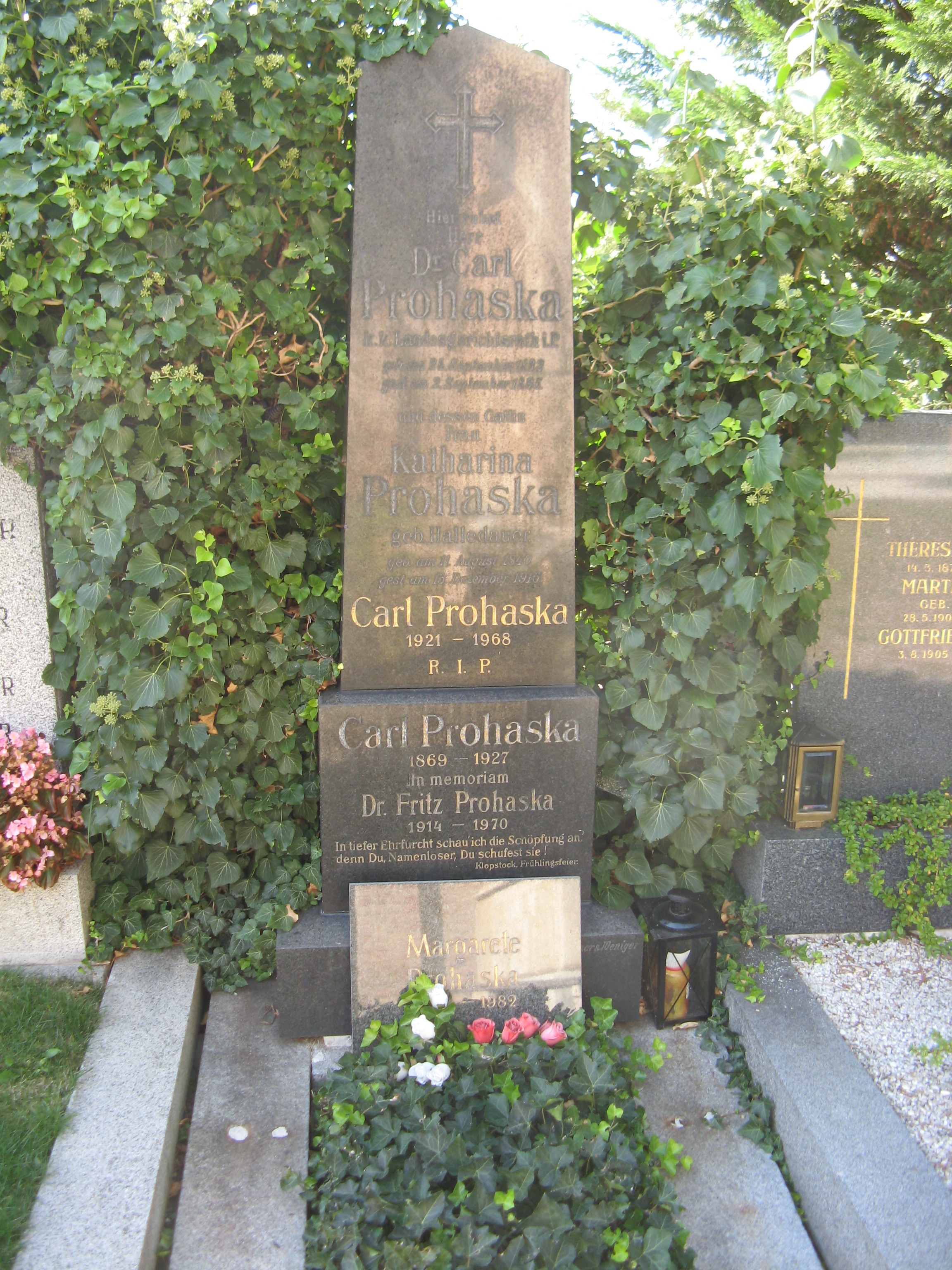
ペッツラインスドルファー霊園の墓碑銘

遺骸はウィーンのペッツラインスドルファー霊園に埋葬されている。1959年には、ウィーンの広場の一つがカール・プロハスカにあやかって命名されている。

## 主要作品一覧
- 歌劇
  - マドレーヌ・ギマラ（Madeleine Guimara ）（1930年）
- 合唱曲
  - オラトリオ《春の祭り（Frühlingsfeier ）》（1913年）
  - オラトリオ《ヨブ記より（Aus dem Buch Hiob ）》
  - 人生のミサ Lebensmesse
  - 合唱曲《敵対者 Der Feind ）》
  - 合唱曲《歩兵隊 Infanterie ）》
- 管弦楽曲
  - ルートヴィヒ・アンツェングルーバーの『四つの願い』への交響的序曲 （Symphonische Einleitung zum „Das vierte Gebot“ von Ludwig Anzengruber ）
  - 「村の占い師」の主題による変容（Veränderungen im Thema von „Devin du village“ ）
  - 交響的幻想曲とフーガ《ルソー》 （Symphonie Phantasie und Fugue Rousseaus ）